# Lautaro Giannetti
Lautaro Daniel Giannetti (J.A de la Peña, Argentina; 13 de noviembre de 1993) es un futbolista argentino que juega como defensor central en el Udinese Calcio de la Serie A de Italia.

## Carrera

### Vélez Sarsfield
Gianetti comenzó su carrera en las categorías inferiores de Vélez Sarsfield, fue llamado para jugar con el plantel profesional para el Apertura 2011, aunque tuvo sus primeros partidos recién en 2012, años posteriores a estos tuvo poca continuidad llegando a jugar cuatro encuentros entre los años 2013 y 2014, sin embargo, en el año 2015 bajo la dirigencia de Miguel Ángel Russo este aprovechó la oportunidad que le dio el técnico y se afianzó en el equipo llegando a ser titular.
El 22 de abril de 2016 marcó su primer gol con la camiseta del fortín frente a Argentinos Juniors en el torneo de campeonato de Primera División. Con los años se llegó a consolidar como una pieza clave en el equipo y pilar en la defensa portando la cinta de capitán y entre los años 2019 y 2022 terminaría marcando un tanto por año.

### Udinese Calcio
Luego de casi toda una vida en Vélez Sarsfield y jugar durante 12 años en el club, el 5 de enero del 2024 firmó un contrato hasta el 2026 y siendo su primera experiencia en el extranjero.

## Estadísticas

### Clubes
Actualizado hasta su último partido disputado el 18 de mayo de 2025.
| Club                            | Div.                | Temporada           | Liga  | Liga  | Liga   | Copas nacionales | Copas nacionales | Copas nacionales | Copas internacionales | Copas internacionales | Copas internacionales | Total | Total | Total  |
| Club                            | Div.                | Temporada           | Part. | Goles | Asist. | Part.            | Goles            | Asist.           | Part.                 | Goles                 | Asist.                | Part. | Goles | Asist. |
| ------------------------------- | ------------------- | ------------------- | ----- | ----- | ------ | ---------------- | ---------------- | ---------------- | --------------------- | --------------------- | --------------------- | ----- | ----- | ------ |
| C. A. Vélez Sarsfield Argentina | 1.ª                 | 2011-12             | 2     | 0     | 0      | 1                | 0                | 0                | —                     | —                     | —                     | 3     | 0     | 0      |
| C. A. Vélez Sarsfield Argentina | 1.ª                 | 2012-13             | 2     | 0     | 0      | —                | —                | —                | —                     | —                     | —                     | 2     | 0     | 0      |
| C. A. Vélez Sarsfield Argentina | 1.ª                 | 2013-14             | 2     | 0     | 0      | —                | —                | —                | 1                     | 0                     | 0                     | 3     | 0     | 0      |
| C. A. Vélez Sarsfield Argentina | 1.ª                 | 2014                | —     | —     | —      | —                | —                | —                | —                     | —                     | —                     | 0     | 0     | 0      |
| C. A. Vélez Sarsfield Argentina | 1.ª                 | 2015                | 15    | 0     | 1      | 3                | 0                | 0                | —                     | —                     | —                     | 18    | 0     | 1      |
| C. A. Vélez Sarsfield Argentina | 1.ª                 | 2016                | 14    | 1     | 0      | 1                | 0                | 0                | —                     | —                     | —                     | 15    | 1     | 0      |
| C. A. Vélez Sarsfield Argentina | 1.ª                 | 2016-17             | 17    | 0     | 0      | 1                | 0                | 0                | —                     | —                     | —                     | 18    | 0     | 0      |
| C. A. Vélez Sarsfield Argentina | 1.ª                 | 2017-18             | 5     | 0     | 0      | 1                | 0                | 0                | —                     | —                     | —                     | 6     | 0     | 0      |
| C. A. Vélez Sarsfield Argentina | 1.ª                 | 2018-19             | 11    | 0     | 0      | 3                | 0                | 0                | —                     | —                     | —                     | 14    | 0     | 0      |
| C. A. Vélez Sarsfield Argentina | 1.ª                 | 2019-20             | 21    | 0     | 1      | 1                | 0                | 0                | 2                     | 0                     | 0                     | 24    | 0     | 1      |
| C. A. Vélez Sarsfield Argentina | 1.ª                 | 2020                | —     | —     | —      | 9                | 0                | 0                | 8                     | 0                     | 0                     | 17    | 0     | 0      |
| C. A. Vélez Sarsfield Argentina | 1.ª                 | 2021                | 22    | 1     | 0      | 12               | 0                | 1                | 6                     | 0                     | 1                     | 40    | 1     | 2      |
| C. A. Vélez Sarsfield Argentina | 1.ª                 | 2022                | —     | —     | —      | 9                | 0                | 0                | 1                     | 0                     | 0                     | 10    | 0     | 0      |
| C. A. Vélez Sarsfield Argentina | 1.ª                 | 2023                | 19    | 1     | 1      | 15               | 0                | 1                | —                     | —                     | —                     | 34    | 1     | 2      |
| C. A. Vélez Sarsfield Argentina | Total club          | Total club          | 130   | 3     | 3      | 56               | 0                | 2                | 18                    | 0                     | 1                     | 204   | 3     | 6      |
| Udinese Calcio · Italia         | 1.ª                 | 2023-24             | 7     | 1     | 0      | —                | —                | —                | —                     | —                     | —                     | 7     | 1     | 0      |
| Udinese Calcio · Italia         | 1.ª                 | 2024-25             | 15    | 1     | 0      | 1                | 0                | 0                | —                     | —                     | —                     | 16    | 1     | 0      |
| Udinese Calcio · Italia         | Total club          | Total club          | 22    | 2     | 0      | 1                | 0                | 0                | 0                     | 0                     | 0                     | 23    | 2     | 0      |
| Total en su carrera             | Total en su carrera | Total en su carrera | 152   | 5     | 3      | 57               | 0                | 2                | 18                    | 0                     | 1                     | 227   | 5     | 6      |
| 1. 2.                           |                     |                     |       |       |        |                  |                  |                  |                       |                       |                       |       |       |        |

## Palmarés

### Campeonatos nacionales
| Título              | Club                  | País      | Año     |
| ------------------- | --------------------- | --------- | ------- |
| Primera División    | C. A. Vélez Sársfield | Argentina | I-2012  |
| Primera División    | C. A. Vélez Sársfield | Argentina | 2012-13 |
| Supercopa Argentina | C. A. Vélez Sársfield | Argentina | 2013    |

### Distinciones individuales
| Distinción                                     | Año  |
| ---------------------------------------------- | ---- |
| Parte del Equipo Ideal de la Copa Sudamericana | 2020 |